# Площади Мелитополя
На данный момент в Мелитополе есть четыре площади с собственными названиями. Самая известная и часто упоминаемая — площадь Победы, расположенная в центре города. Старейшая из площадей, площадь Революции, на данный момент служит стоянкой автобусов при автостанции № 2. Площади Тимошенко и Грищенко, находящиеся на окраинах города около заводов, получили получили свои названия лишь в период независимости.

## Существующие площади

### Площадь Победы
(проспект Богдана Хмельницкого)
Главная площадь Мелитополя. На площади находятся важные объекты социальной сферы (дом культуры им. Шевченко, центральная библиотека им. Лермонтова, гостиница «Мелитополь») и городской архитектуры (памятник Тарасу Шевченко, арка освободителей и расположившаяся за ней аллея Славы, фонтан).
До 1960-х годов на территории современной площади находился частный сектор улицы Ленина. До 1965 года площадь была известна под названием Центральная.

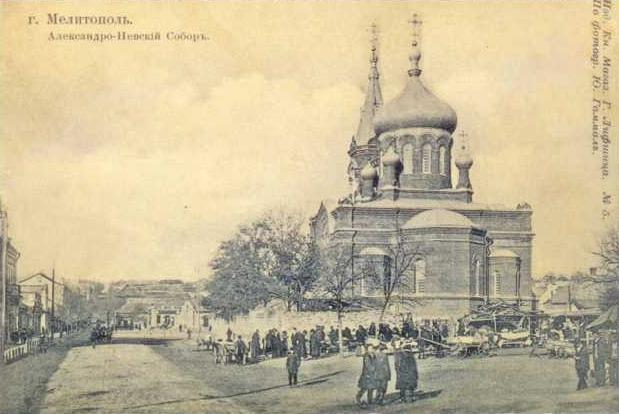
Площадь Революции (Базарная) в 1911 году

### Площадь Революции
(перекрёсток улиц Александра Невского и Свердлова)
Самая старая из сохранившихся площадей. До 1921 года называлась Базарной и являлась центром городской жизни. На площади находился ныне разрушенный Александро-Невский собор, множество торговых лавок, артезианский колодец. В 2016 году переименована в Соборную площадь.
На данный момент площадь используется для отстоя пригородных автобусов при автостанции № 2. Возле площади находится центральный рынок и ряд магазинов.

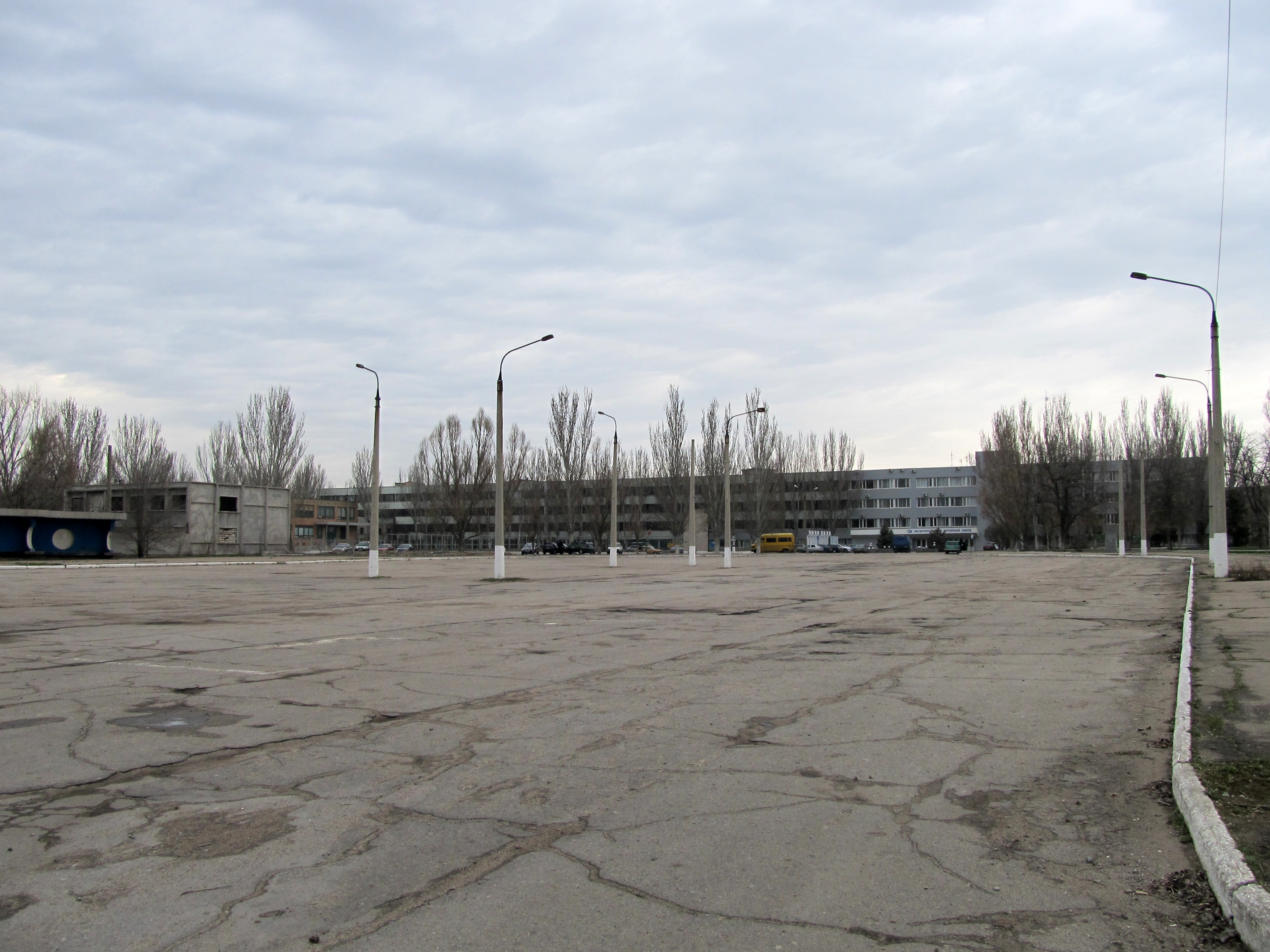
Площадь Тимошенко

### Площадь Тимошенко
(Каховское шоссе)
Площадь на окраине Мелитополя, расположенная между заводами «Автоцветлит» и «АвтоЗАЗ-Мотор». Была названа в 1997 году в честь Героя Советского Союза, участника штурма Кёнигсберга Владимира Тимошенко. На площади находится конечная автобусная остановка «Автоцветлит». Также в 1980-х годах здесь задумывалась конечная остановка нереализованного проекта троллейбусной линии.

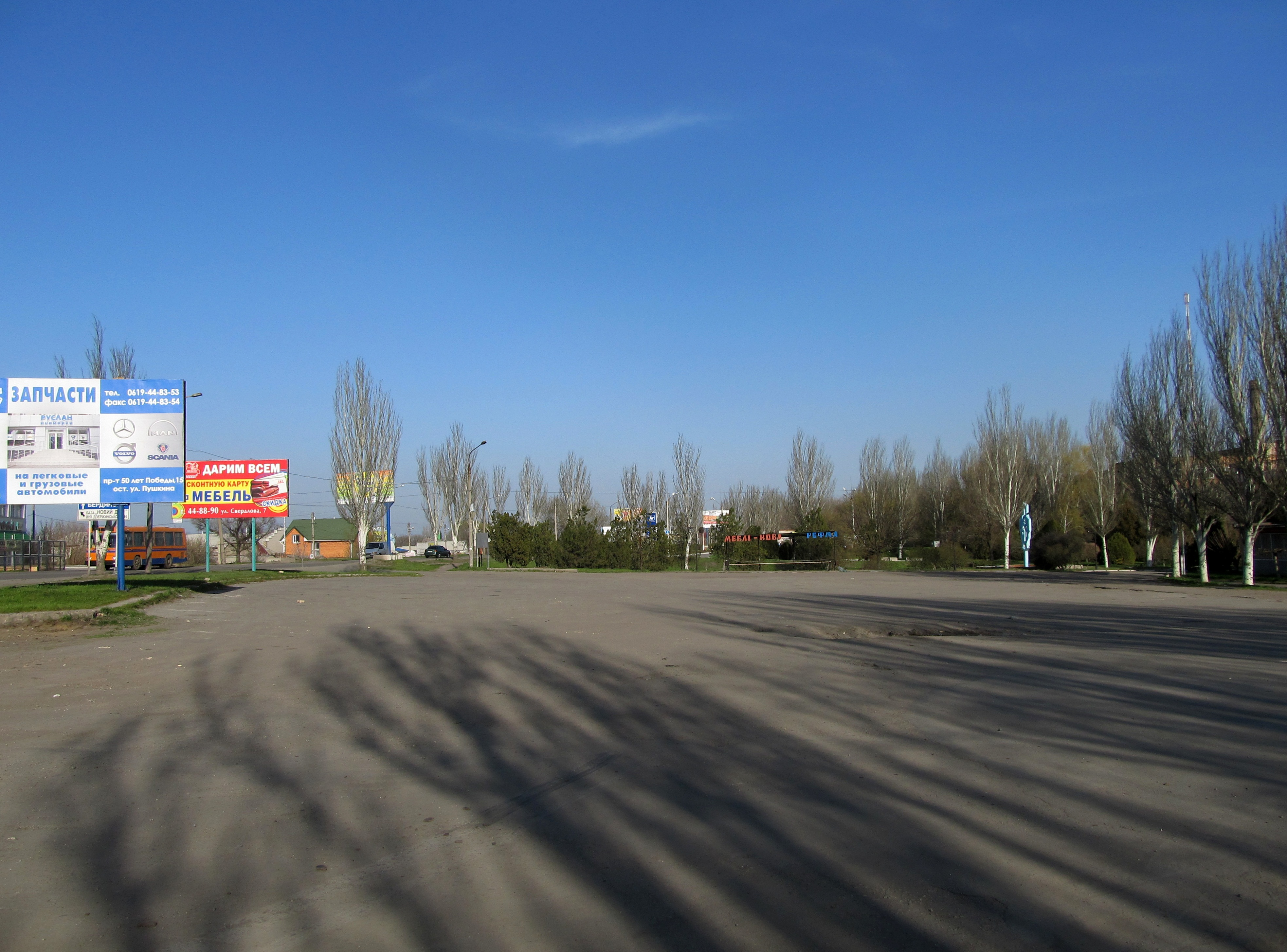
Площадь Грищенко

### Площадь Грищенко
(улица Дзержинского)
Площадь возле машиностроительного завода «Рефма» (бывший «Холодмаш»). Получила собственное название в 2008 году в честь почётного гражданина Мелитополя, бывшего директора завода Дмитрия Грищенко. На площади находится конечная автобусная остановка «Рефма».

## Исторические площади
| название                                  | описание |
| 300-летия воссоединения Украины с Россией | 14 мая 1954 года было принято решение о наименовании «пятачка» возле междугородной автостанции в начале улицы Ломоносова в честь 300-летия Переяславской рады .                            |
| Базарная                                  | Упоминается в 1929 году как площадь возле железнодорожной станции Мелитополь. Не следует путать с современной площадью Революции (бывшей Базарной).                                        |
| Кирова                                    | Бывшая площадь на пересечении современных улицы Кирова и проспекта Богдана Хмельницкого. Упоминается в 1945-1972 годах.                                                                    |
| Красная                                   | Название, присвоенное площади в конце улицы Фрунзе около железнодорожной станции Мелитополь в 1929 году и используемое до 1939 года. В настоящее время — безымянная привокзальная площадь. |
| Кузнечная                                 | Упоминается в 1904 и 1916 годах. |
| Наркомтяжпром                             | Упоминается в 1939 году. |
| Рыбная                                    | Упоминается в 1897 и 1916 годах. |
| Соборная                                  | Упоминается в 1890 и 1897 годах. |
| Торговая                                  | Упоминается в 1873 году . |
| Шевченко                                  | Упоминается в 1927 году. |
| Ярмарочная                                | Упоминается с 1890 года. В 1921-1939 годах — площадь Труда. |

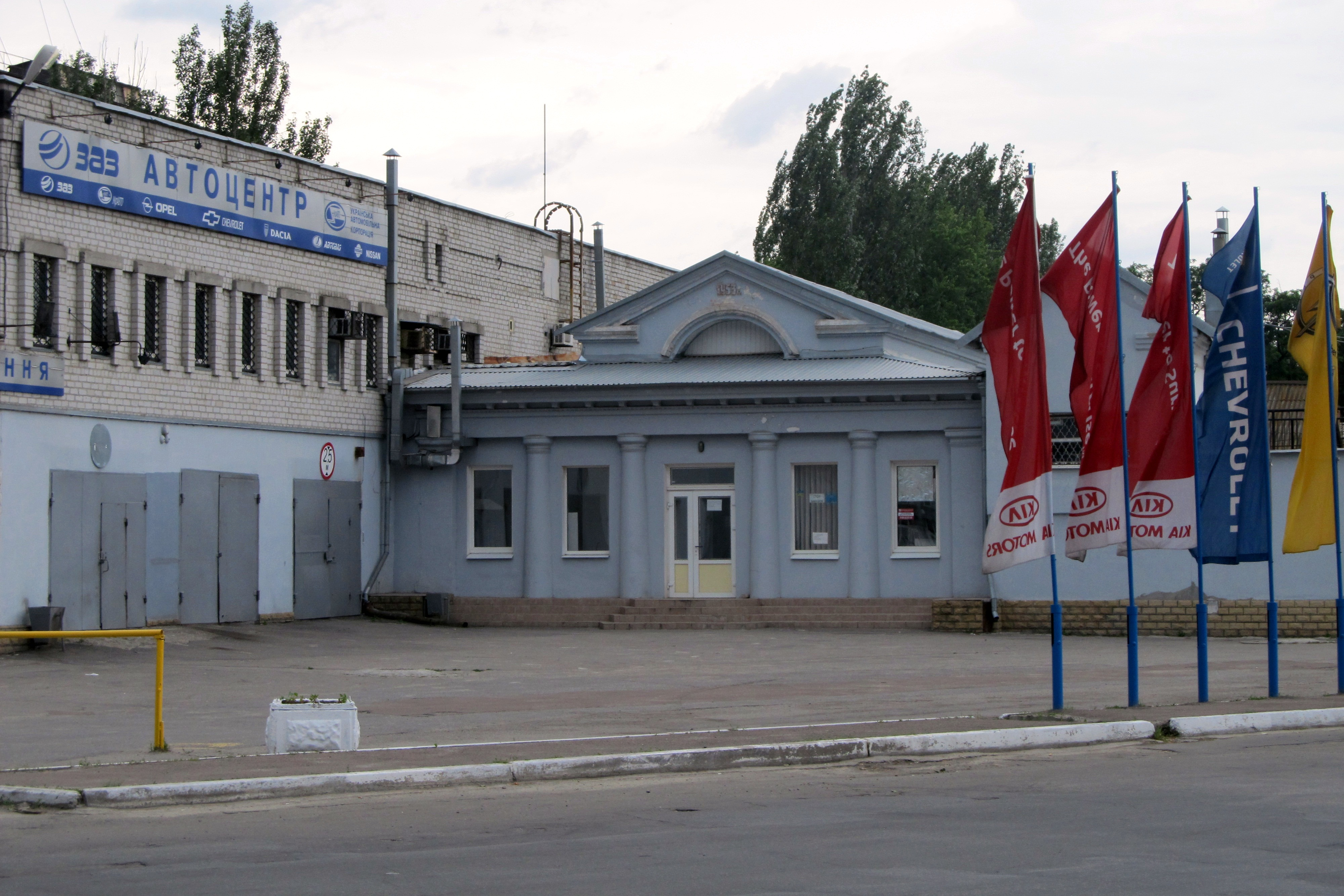
Несостоявшаяся «площадь 300-летия воссоединения Украины с Россией»